# Neustadter Tal
Das Neustadter Tal ist ein Tal am östlichen Rand des Pfälzerwaldes, das seinen Namen vom nahegelegenen Neustadt an der Weinstraße her hat.

## Lage
Das Tal liegt innerhalb der Haardt, wie der Ostrand des Pfälzerwaldes genannt wird. Es wird vom Speyerbach durchflossen und umfasst die Westhälfte der Kernstadt von Neustadt an der Weinstraße, unter anderem das Viertel Schöntal. Oft wird ebenso das sich unmittelbar südwestlich anschließende Lambrechter Tal, das ebenfalls vom Speyerbach durchflossen wird sowie das noch weiter westlich befindliche Tal des Hochspeyerbach dem Neustadter Tal zugerechnet.

## Geschichte
Während des Ersten Koalitionskriegs hielten sich im Mai 1794 preußische Husaren mit Oberst Gebhard Leberecht von Blücher im Neustadter Tal auf, die den in Neustadt stationierten Truppen Preußens zu Hilfe kamen. Am 28. Mai des Jahres kam es daraufhin zum Gefecht von Kirrweiler.

## Verkehr
Bei der Planung der Pfälzischen Ludwigsbahn, aus der die heutige Bahnstrecke Mannheim–Saarbrücken hervorging, stand eine Trasse durch das Neustadter Tal in Konkurrenz zum kürzeren Streckenverlauf durch das Dürkheimer Tal. Da letzteres jedoch über eine komplizierte Topographie verfügte, fiel der Entschluss zugunsten einer Streckenführung durch das Neustadter Tal. 1849 folgte der Lückenschluss zwischen Frankenstein und Neustadt, womit die Strecke auf voller Länge eröffnet wurde.
Durch das Tal verläuft außerdem die Bundesstraße 39.

## Wirtschaft
Ausgehend von den wallonischen Glaubensflüchtlingen, die im 16. Jahrhundert im nahen aufgegebenen Kloster Lambrecht (Pfalz) angesiedelt wurden, entwickelte sich im Neustadter Tal eine jahrhundertelang anhaltende Tradition der Tuchmacherei.
Zum Bau und Betrieb des damals kurpfälzischen Dürkheimer Gradierwerks wurde Holz aus dem Neustadter Tal benötigt, da der Forst um Dürkheim in leiningischem Besitz war. Zu diesem Zweck wurde innerhalb der Rheinebene der Floßbach angelegt, der eine Verbindung des linken Speyerbach-Abzweig Rehbach und der Isenach herstellt.